# ハッピースマイル
株式会社ハッピースマイルは、埼玉県さいたま市大宮区桜木町一丁目に本拠を置く、インターネットを使った写真代行販売サービスを提供する会社。同社が2014年から運営する「みんなのおもいで.com」は、日本で初めての写真代行販売サービスとして、会員登録数累計30万人、全国6200カ所以上で導入されている、2015年にはISO27001を取得。2019年には特許を取得した。「ベストベンチャー100」に2016年から7年連続選出されているほか、「埼玉県多様な働き方実践企業」としてゴールド認定されている。

## 概要
元自衛官の佐藤堅一によって2012年4月に設立。インターネットによる写真代行販売、スタジオ運営、カメラマン派遣を事業の3本柱とするが、主力は写真代行販売で、保育園・幼稚園を主要な顧客とする。
同社は2008年に佐藤により、プロカメラマン出張撮影サービスの個人事業として始められた。翌2009年にはインターネットを使った写真代行販売サービス「フォトパーク」が着想・開始されたものの、当時は時期尚早として普及しなかった。しかし、2012年の法人化と時を同じくして、「みんなのおもいで.com」と名付けられ、インターネット、スマホの普及で時代の波に乗り、急成長する。同事業は、「B to B to C」のビジネスモデルで、保育士が撮影した写真をインターネットで展示・販売・仕分け・発送・代金回収まで行うワンストップサービスであり、保育士の手間とコストを削減できる日本初の試みとして、2019年12月現在も国内トップシェアを持っている。その後、写真館との契約も開始した。
2013年までは、写真の現像・プリントを外注していたが、2014年には「みんなのおもいで.com」立ち上げと同時に、処理速度が世界一速い（1500枚/H）といわれる写真現像機（富士フイルム・デジタルミニラボシステム LP5700R）を複数導入。現像・プリントの内製化を一気に推進する。また、社内で独自構築したITシステムにより、仕分けの手間を大幅に削減したほか、軽い画像データと重い画像データを連動させ、注文のための閲覧ではサクサク見るための「軽いデータ」を、現像の際には高画質を実現するために「重いデータ」をと、自動的な切り替えを実現させている。システム構築、営業、現像・プリント、検品、発送までのすべて社内で内製化しているのは、創業者の佐藤が自己完結集団である陸上自衛隊出身であるため、外部に頼らずに自分達で完結できる体制を企業体質として取り込んでいることによる。また、近年ではスポーツ系の出版社との提携により、誌面では掲載できなかった大会の写真の展示販売を可能としている。
2014年には、「埼玉版ウーマノミクスプロジェクト」の一環として、仕事と子育て等の両立を支援するため、短時間勤務やフレックスタイムなど、複数の働き方を実践している企業等を埼玉県が認定する制度において、「平成26年度第2回多様な働き方実践企業（ゴールド）」に認定されている。
2021年6月からは、マスクを着けた状態でも、個人識別できる顔認識機能を利用し開発した『展示写真の自動集計機能』を本格導入。
同社のコーポレートカラーであるオレンジ色の服を身に纏ったカメラマン風キャラクターの「エミちゃん」が制定されており、同社のホームページにデザインされているほか、社用車や佐藤堅一の著書などにも描かれている。

## 「フォトパーク」と「みんなのおもいで.com」
「フォトパーク」は、保育園など契約者（B）向けのサービス名称で、「みんなのおもいで.com」はユーザー（C）向けのサイトの名称である。ハッピースマイルと契約を結んだ保育園などは「みんなのおもいで.com」にアクセスし、撮影した 写真をアップロードする。一方、消費者である保護者らは「みんなのおもいで.com」にアクセスし、写真を購入する。同サービスが登場以前は、一般に保育園と保護者は「壁に貼り出して直接販売」という「B to C」取引であった。この方式では、保育園側の作業負担が膨大であり、保護者もゆっくり落ち着いて写真を選択・購入できないという潜在的不満があった。同サービスは、これらの問題を一挙に解決することで急成長した。2014年7月には写真代行販売システムの国際特許出願を完了し、2019年11月15日には、写真動画提供システム、写真動画提供方法、写真動画提供プログラムで特許を取得した。2015年からは多言語化も行っている。

## 沿革
- 2008年
  - 1月、佐藤堅一により、個人事業として「ハッピースマイル」開業。
  - 4月、プロカメラマンによる出張撮影サービス開始。
- 2009年
  - 4月、写真代行販売サービス「フォトパーク」サービス開始。ネーミングは、創業者佐藤が入浴中にひらめいたもので、園児たちが楽しく公園に集う様子から「写真」と「公園」でフォトパークとした。
- 2010年
  - 10月、さいたま市に子供向け写真スタジオをオープン。
- 2013年 - プライバシーマークを取得。
- 2014年
  - 2月、経営革新計画承認。
  - 3月、写真現像機（富士フイルム・デジタルミニラボシステム LP5700R）導入。現像・プリントの内製化を一気に推進。
  - 4月、本社を現在のさいたま市西区指扇1753に移転。「みんなのおもいで.com」 サービス開始。
  - 6月、埼玉ベンチャーピッチ登壇。埼玉県「生活サポート産業成長支援事業」の支援対象企業に選出。
  - 7月、写真代行販売システムの国際特許出願完了。
  - 8月、埼玉県が推進する「平成26年度第2回多様な働き方実践企業（ゴールド）」に認定[17][16]。
  - 9月、CSR活動「全国の子供へ!絵本プロジェクト」開始。日本貿易振興機構「海外進出支援対象企業」採択。
  - 10月、アビエスタサービス提供開始。
  - 11月、「さいたま市CSRチャレンジ企業」認定。
- 2015年
  - 11月24日、情報セキュリティに関する国際規格であるISO27001を取得[23]。
- 2016年
  - 2月13日、フランス料理店を運営する明成とのコラボレーションで「食べられる写真付きケーキ」（タルトとショートケーキの2種類）を発売[24]。
  - 3月、2016年、初めての「ベストベンチャー100」選出。その後、7年連続受賞。
  - 4月、広告封入事業 サービス提供開始。
  - 5月、「みんなのおもいで.com」ビデオ代行サービス提供開始。
  - 6月、卒園アルバム自動作成サービス「あるばむメーカー」提供開始。
  - 8月、人工知能を使った顔認証システムの開発に着手。顧客が多くの写真の中なら必要なものを効率的に検索できることを目指す[25]。
- 2017年
  - 2月、彩の国経営革新モデル企業に指定。
  - 10月、佐藤堅一著『元自衛官の自分でも社長になれた～革新的ビジネスモデルのヒントがここにある!～』（学研）発売。
  - 11月、社員の孫育てを支援する育孫休暇制度を導入。娘の里帰り出産によって孫の世話をする必要が生じた社員の要望の応えたもの[26]。
- 2018年
  - 6月、利用満足度、品質満足度、契約数、現像枚数の4つの項目において、国内第1位を獲得（第三者機関調査による）[7][27][28]。
  - 9月1日、T.T彩たまのゴールドスポンサーに就任[29][30]。
  - 9月28日、佐藤堅一著『みんなのおもいで.com』カネなし、コネなし、経験なしから実現したALL WIN ビジネス（きこ書房）発売。
- 2019年
  - 11月15日、写真動画提供システム、写真動画提供方法、写真動画提供プログラムで特許を取得[21][20]。
  - 12月13日、T.T彩たまとのコラボレーションにより試合写真の発売を開始[31]。

- 2020年
  - アジアで活躍する成長企業の1社として、「アジアの注目企業100」に選出される[15][32][33]。
  - 2月 - 浦和レッドダイヤモンズとのパートナー契約（プレミアムパートナー）を締結[34]。
  - 3月10日 - 広告封入サービスの専用サイトをリリース。同社では5,000ヶ所以上の保育園と契約していることから､子育て中の保護者らに直接､イベントや企業のPRが可能で、安全でクリアなPR方法としてる[35]。
  - 6月30日 - 2018年からのT.T彩たまとのゴールドスポンサー契約を更新[36]。
  - 7月3日 - 浦和レッドダイヤモンズが主催する「ハートフルクラブ」を支援するため、子どもらの写真撮影・販売を開始[37]。
  - 7月29日 - 「みんなのおもいで.com」のPV数が累計750万を突破[38]。
  - 10月6日 - 「みんなのおもいで.com」の登録団体数が5,000団体を突破[39]。
  - 11月 - 「みんなのおもいで.com」で、写真の販売枚数が3,500万枚を突破（4日）[40]。展示室にアップロードされた写真の数が6,500万枚を突破（9日）[41]マージン額の累計が10億円を突破（14日）[42]。
- 2021年
  - 4月、埼玉県テレワーク実践企業登録[2]。
  - 5月25日、卓球の松島輝空をマネジメントする株式会社skyとスポンサー契約を締結[43]。
  - 6月1日、マスクを着けた状態でも、個人識別できる顔認識機能を利用し開発した『展示写真の自動集計機能』を本格導入[44]。
  - 6月21日、全国の卓球場や地域スポーツクラブなどジュニアスポーツ団体にむけて、オンライン写真代行販売サービスの本格提供を開始[45][46]。
  - 2018年から就任している「T.T彩たま」との公式ゴールドパートナー契約を継続[47]。
  - 11月、「みんなのおもいで.com」の写真の累計販売枚数が5,000万枚を突破[14]。
- 2022年
  - 2月1日、卓球YouTuberの櫻井勇治とスポンサー契約を締結[48]。
  - 4月13日 - 「みんなのおもいで.com」の登録団体数が6,000団体を突破[49]。
  - 6月6日 - 卓球場を経営するYOYO TAKKYUとスポンサー契約を締結[50]。
  - 6月18日 - 契約している団体が受け取るマージン額が累計20億円を突破[51]。
  - 10月3日 - 組織力強化と方向性統一のためのバリューを策定[3]。

[その他は]

## 受賞歴
- 2016年 ベストベンチャー100
- 2017年 ベストベンチャー100
- 2018年 ベストベンチャー100
- 2018年 あしたのチーム「少人数経営部門優秀賞」
- 2019年 ベストベンチャー100
- 2020年 ベストベンチャー100
- 2021年 ベストベンチャー100
- 2022年 ベストベンチャー100

## エピソード
- 社内にて社長・従業員による卓球部が発足し、休憩時間や業務時間後に活動を行っているが、T.T彩たま所属のメダリスト表敬訪問を受けた際に、Tリーグ運営者が卓球を通じ社会貢献や社員の健康づくり等に関する取組みを推進する同社の姿勢に共感し、「企業スポンサー活動への理解とオリンピアン精神の普及につながれば」との思いから、2021年夏の東京五輪卓球会場の試合で使用した卓球台1台をTリーグを通じて、同社に譲渡した[53]。

## メディア

### テレビ
- 2016年11月19・26日 - たまカフェ（テレビ埼玉）[54]
- 2017年4月15日 - 元木大介がセレクト!ビジネス隠し玉企業2017
- 2017年6月22日 - ZIP!（日本テレビ）
- 2018年2月9日 - モーニングCROSS（TOKYO MX）[55]
- 2022年10月23日 - テレ東卓球塾（テレビ東京）[56]

[その他]

### ラジオ
- 2019年11月28日 - 『社長チップスRADIO』ラジオ日本[58]